# Auguste Boulanger
Auguste Henri Léon Boulanger (Lille, 4 de fevereiro de 1866 – Paris, 6 de junho de 1923) foi um matemático francês, professor de mecânica.
Boulanger estudou na École polytechnique e recebeu em 1887 a licenciatura e agrégation. Lecionou depois na École des Beaux-Arts e no Institut industriel du Nord (École Centrale de Lille). Ao mesmo tempo foi aluno de Paul Painlevé, que foi seu orientador de doutorado em 1897, com a tese Contribution à l'étude des équations différentielles linéaires et homogènes intégrables algébriquement, e que editou seu Leçons sur l'intégration des équations de la mécanique. Em 1900 foi maître de conférences em mecânica (cargo novo então criado), após ter lecionado anteriormente na Université Lille Nord de France. A partir de 1906 foi professor adjunto. De 1914 até sua morte em 1923 foi examinador, repetidor e finalmente Directeur des Études na École Polytechnique em Paris e também professor de mecânica no Conservatoire national des arts et métiers.
Em suas pesquisas sobre mecânica, teoria da elasticidade e hidráulica trabalhou com Henri Padé, Paul Painlevé e Joseph Valentin Boussinesq. Foi colaborador da edição francesa da Encyklopädie der mathematischen Wissenschaften. Em 1921 foi presidente da Société Mathématique de France.

## Obras
- com Paul Painlevé: Cours complémentaire de mécanique rationnelle: leçons sur l'intégration des équations différentielles de la mécanique et applications, Paris, A. Hermann, 1895
- Leçons de mécanique élémentaire, Lille, Imp. Barrez-Dubreucq, 1901–1902
- Lever des plans et nivellement. Leçons professées à l'Institut industriel du Nord, Lille, Imp. Schaller, 1901–1902
- Leçons de Mécanique appliquée: Mécanique des solides naturels, Elasticité et Résistance des matériaux, Hydraulique: Leçons professées à l'Institut industriel du Nord, Lille, Imp. Schaller, 1905–1906
- Hydraulique générale: Tome I. Principes et problèmes fondamentaux, Tome II. Problèmes à singularités et applications, Paris, Éditeur O. Doin et fils, 1909
- Étude sur la propagation des ondes liquides dans les tuyaux élastiques, Tarlandier, 1913
- com Th. Got: Dynamique des solides tournants. Phénomènes gyroscopiques, théorie élémentaire et applications, Paris, Gauthier-Villars 1926
- Leçons choisies de mécanique: II. Les Principes de la mécanique des ressorts, Gauthier-Villars, 1927